# Riot, Riot, Upstart
Riot, Riot, Upstart — шестой студийный альбом нью-йоркской хардкор-группы Agnostic Front, вышедший в 1999 году.

## Об альбоме
Продюсер альбома — Ларс Фредериксен из группы Rancid. Заглавный трек альбома позже вошёл на сборник Punk-O-Rama от Epitaph. Этот альбом — предпоследний, выпущенный группой на данном лейбле.

## Список композиций
1. «Police State» — 1:03
2. «I Had Enough» — 1:37
3. «Riot, Riot, Upstart» — 2:12
4. «Sit And Watch» — 1:51
5. «Blood, Death and Taxes» — 1:22
6. «Frustration» — 1:19
7. «Sickness» — 1:32
8. «Shadows» — 1:40
9. «Nowhere to Go» — 2:45
10. «Trust» — 2:11
11. «My Life» — 2:16
12. «It’s Time» — 1:29
13. «Rock Star» — 1:34
14. «Nothing’s Free» — 1:45
15. «Price You Pay» — 0:55
16. «Jailbreak» — 1:36
17. «Bullet on Mott St.» — 2:04

## Участники записи
- Роджер Мирет (Roger Miret) — вокал
- Винни Стигма (Vinnie Stigma) — гитара
- Роб Кабула (Rob Kabula) — бас
- Джим Колетти (Jim Colletti) — ударные
- Запись — Big Blue Meenie Studios, Нью-Джерси, США
- Продюсер — Ларс Фредериксен
- Сведение — Тим Гиллс